# 그레고르 피아티고르스키
그레고르 피아티고르스키(Gregor Piatigorsky, 러시아어: Григо́рий Па́влович Пятиго́рский, 1903년 4월 17일 ~ 1976년 8월 6일)은 러시아 출신의 미국인 첼리스트이다.
현재 우크라이나의 드니프로 지방에서 태어나 모스크바 음악원에서 배우고, 러시아 혁명때 폴란드로 피란하였다가 후에 베를린에서 율리우스 클렝겔에게 사사하였다. 1924년에 베를린 필하모니 관현악단의 수석 첼로 주자가 되었고, 블라디미르 호로비츠, 나단 밀슈타인과 3중주단도 결성하였다. 1942년에 미국 국적을 얻었고, 그 전해부터 커티스 음악원의 교수가 되었으며, 만년에는 야샤 하이페츠와 함께 실내악을 중심으로 활약했다. 파울 힌데미트의 첼로 협주곡 등 다수의 현대곡을 초연하였다.